# Patrick Simmons
Patrick Simmons, detto Pat (Aberdeen, 19 ottobre 1948), è un chitarrista e polistrumentista statunitense, noto come membro dei The Doobie Brothers.

## Discografia
The Doobie Brothers
Solista
- Arcade (1983)
- Take Me to the Highway (1995)